# Tsémbehou
Tsémbehou este un oraș în Comore, în  insula autonomă Anjouan. În 2012 avea o populație de 12962, iar la recensământul din 1991 avea 8096 locuitori.